# سندات الخزانة (1890-1891)

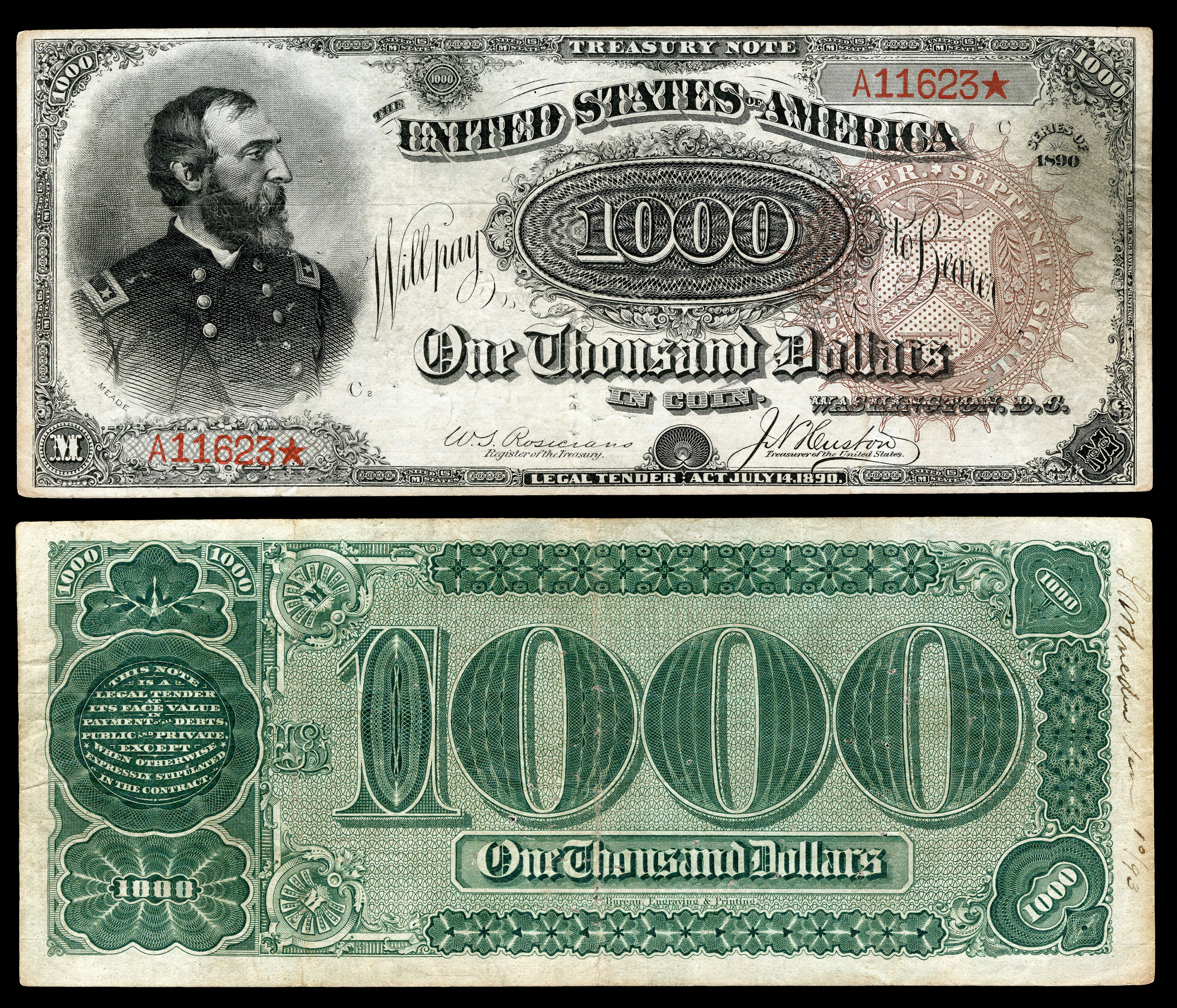
ورقة نقدية من سلسلة 1890، أطلق عليها اسم "البطيخة العظيمة" بسبب شكل ولون الأصفار الموجودة على ظهرها.

ورقة الخزانة (المعروفة أيضًا باسم ورقة العملة المعدنية ) نوعًا من النقود التمثيلية التي أصدرتها حكومة الولايات المتحدة من عام 1890 حتى عام 1893 بموجب قانون شراء الفضة شيرمان بفئات 1 دولار أمريكي و 2 دولار أمريكي و5 5 دولار أمريكي 10 دولار أمريكي و 20 دولار أمريكي و 50 دولار أمريكي و 100 دولار أمريكي و 1٬000 دولار أمريكي. صُدرت في سلسلتين: سلسلة عام 1890 بفئات 1 دولار أمريكي و 2 دولار أمريكي و 5 دولار أمريكي و 10 دولار أمريكي و 20 دولار أمريكي و 100 دولار أمريكي و 1٬000 دولار أمريكي، وسلسلة عام 1891 التي أضافت فئة 50 دولار أمريكي. صُممت ورقة نقدية 500 دولار أمريكي ولكن لم تُصدر أبدًا.

## الاستخدام
أصدرت الحكومة سندات الخزانة للأفراد الذين يبيعون سبائك الفضة للخزانة. وعلى عكس سندات الاسترداد الأخرى مثل شهادات الفضة والذهب (والتي تنص على ما إذا كانت السند مدعومة بعملة فضية أو ذهبية وقابلة للاسترداد بها على التوالي)، نصت سندات الخزانة فقط على إمكانية استردادها بالعملة. سمح هذا للخزانة بالوفاء بالتزام السند بعملة فضية أو ذهبية أو كليهما، وفقًا لتقديرها عند استرداد السند. سمحت هذه المرونة للخزانة ببعض التحكم في إصدار الذهب أو الفضة عند تقلب القيمة النسبية للمعدنين. أصل مصطلح "سند العملة" لوصف السند غير واضح – فقد يشير إما إلى العملة التي يمكن استبدالها بها، أو مشتق من حقيقة أنه صُدر لدفع ثمن الفضة التي ستتحول لاحقًا إلى عملات معدنية.

## وصف
الأوراق النقدية من الخزانة هي أوراق نقدية كبيرة الحجم (يبلغ متوسط الأبعاد 7.375 by 3.125 بوصة [187.3 by 79.4 مليمتر]).  وقد نقش الفنان الشهير والنقاش تشارلز بيرت صورة الجنرال جورج ميد على ورقة 1٬000 دولار أمريكي. وقد وضع كتاب أعظم 100 ورقة نقدية أمريكية، وهو كتاب صدر عام 2006 بقلم كيو ديفيد باورز وديفيد سوندمان، ورقة الخزانة بقيمة 1000 1 دولار أمريكي (Fr#379b)، الملقبة بـ"البطيخة الكبرى"، على رأس قائمته. ومن بين أوراق "البطيخة الكبرى" السبع المعروفة اليوم، لا يتوفر سوى ثلاثة منها لهواة الجمع: اثنتان من مجموعة ختم الخزانة البني الكبير (Fr#379a)، الموضحة أعلاه؛ ومثال واحد فقط من مجموعة ختم الخزانة الأحمر الصغير (Fr#379b).
من السمات المميزة لأوراق الخزانة من سلسلة ١٨٩٠ (والتي تجذب هواة جمع العملات بشدة) التصاميم المزخرفة للغاية على ظهرها. كان الهدف من ذلك جعل عملية التزوير أكثر صعوبة، لكن معارضي التصميم جادلوا بأن التفاصيل الكثيرة ستصعّب التمييز بين الأوراق النقدية الأصلية والمزيفة. ونتيجةً لذلك، بُسطت التصاميم الخلفية لأوراق الخزانة من سلسلة ١٨٩١ التي صدرت في العام التالي.

## تاريخ المزاد
في العاشر من يناير عام ٢٠١٤، وخلال المؤتمر السنوي لجمعية فلوريدا المتحدة لعلم العملات، في أورلاندو بولاية فلوريدا، باعت دار هيريتدج للمزادات ورقة مالية بقيمة ١٠٠٠ 1 دولار أمريكي من سلسلة ١٨٩٠ (Fr#379b) مقابل 3٬290٬000 دولار أمريكي، محققةً بذلك رقمًا قياسيًا عالميًا جديدًا للعملات الورقية. وكانت الورقة نفسها قد حققت رقمًا قياسيًا في ديسمبر عام ٢٠٠٦ عندما بيعت مقابل 2٬255٬000 دولار أمريكي في مزاد خاص. سبق أن بيعت الورقة في مزاد عام ١٩٤٤ مقابل 1٬230 دولار أمريكي، وفي عام ١٩٧٠ مقابل 11٬000 دولار أمريكي.
النوع الآخر من أوراق الخزانة 1٬000 دولار أمريكي، سلسلة 1891 "الظهر المفتوح" (Fr#379c)، والممثل بورقتين فقط، كان له دورٌ أيضًا في سلسلة المبيعات القياسية الأخيرة. وبينما تعود ملكية إحدى هاتين الورقتين إلى مؤسسة سميثسونيان (الصورة في الأسفل)، فإن الورقة الوحيدة من سلسلة 1891 1٬000 دولار أمريكي والمتاحة لهواة الجمع قد حققت الرقم القياسي العالمي في مارس 2006. وحققت الرقم القياسي مجددًا في أبريل 2013، عندما بيعت في مزاد علني أجرته دار هيريتدج للمزادات مقابل 2٬585٬000 دولار أمريكي في مؤتمر العملات المركزية في شيكاغو، إلينوي.